# Libythea cinyras
Libythea cinyras is een vlinder uit de familie van de Nymphalidae. De wetenschappelijke naam van de soort is voor het eerst geldig gepubliceerd in 1866 door Roland Trimen.